# 그리핀 대 프린스 에드워드 교육청 사건
그리핀 대 프린스 에드워드 교육청 사건(Griffin v. County School Board of Prince Edward County)은 미국 연방대법원의 유명 판례이다. 미국 연방대법원이 공립학교내 흑백통합을 명령하자 많은 남부지역에서 반발이 있었다. 프신스 에드워드 카운티는 학교내 인종통합대신 학교를 닫고 사립학교를 세웠다.